# Ten Miles
Ten Miles – singel promo wydany przez duńską grupę muzyczną Infernal, promujący album From Paris to Berlin (2005).
Utwór został wydany pod koniec roku 2006, a potem ponownie w 2007 na cały rynek europejski. Singel odniósł sukces w Danii oraz Polsce znajdując się w Top 10 tamtejszych, oficjalnych notowań.

## Formaty i lista utworów singla
Promo singel
1. The Miles [Original] – 3:32
2. The Miles [N'Joy mix] – 4:20
3. The Miles [Weekend Wonderz remix] – 7:23
4. The Miles [Jack to Life mix] – 6:30
5. The Miles [Brasco mix] – 5:34
6. The Miles [The High Mile Club mix] – 5:30

## Pozycje na listach
| Lista przebojów (2007) | Najwyższa pozycja |
| ---------------------- | ----------------- |
| Dania Singles Chart    | 3                 |